# Der Dieb im Schlafcoupé
Der Dieb im Schlafcoupé ist eine österreichische Stummfilmkomödie aus dem Jahre 1929 von Richard Löwenbein mit Ossi Oswalda und Igo Sym in den Hauptrollen. Die Geschichte basiert auf dem Roman Prinzessin auf Urlaub von Ernst Klein.

## Handlung
Die behütete und verwöhnte amerikanische Multimillionärstochter Alice Cramer ist gelangweilt davon, sich einfach nur dem Luxus und Reichtum hinzugeben, und beschließt daher, mit ihrer Mutter nach Bad Gastein zu reisen, um sich dort, unabhängig vom väterlichen Geld und den damit verknüpften Erwartungen, „zu verwirklichen“. Sie hält sich für eine talentierte Malerin und versucht, gleich ihr erstes Bild in einer Kunsthandlung zu veräußern. Ein anwesender junger Herr glaubt, eine „Hungerkünstlerin“ vor sich zu haben, und kauft, wohl mehr aus Sympathie als vielmehr aus Überzeugung, ihr kleines Gemälde ab, verbunden mit dem Ratschlag, nach Wien zu gehen und sich dort professionell zur akademischen Malerin ausbilden zu lassen. Alice hört auf den Ratschlag und besteigt sogleich den nächsten Zug in die österreichische Hauptstadt.
Im Waggon trifft sie den Käufer ihres Gemäldes wieder. Dieser Mann, ein gewisser Stephan Degerer, weist Alice darauf hin, dass ein anderer Mann ständig um sie herumlungere, und die Amerikanerin nimmt an, dass dieser Kerl wohl ein „Aufpasser“ sein müsste, der im Auftrag ihrer Mutter als „unsichtbarer Schatten“ an Alices Fersen geheftet wurde. Um Alice zu Diensten sein zu können, wird Stephan zum titelgebenden Dieb im Schlafcoupé, denn er stiehlt einer Mitreisenden, die mit Alice in ein und demselben Abteil nächtigt, während des Schlafs Juwelen, die er anschließend dem unbekannten Aufpasser zusteckt. Der vermeintliche Dieb wird verhaftet, und Degerer hat erreicht, was er erreichen wollte: Alice ist ihren „Schatten“ los. Dumm nur, dass Alice den Hobbylangfinger bei seiner „Arbeit“ beobachtet hat und nunmehr sämtliches Vertrauen in ihren Kavalier verloren hat. Sie beschließt fortan, auf Abstand zu Degerer zu gehen, verrät ihn aber nicht.
In Wien angekommen, begibt sich Miss Cramer in das Haus von Professor Hausmann, der ihr Malunterricht geben soll. Bald erkennt sie, dass ein düsterer Schatten über der Ehe des Professors und seiner deutlich jüngeren Gattin Magda liegt. Diese vertraut Alice eines Tages an, dass sie in die Hände eines Erpressers geraten sei. Dabei handelt es sich um einen gewissen Lerring, seines Zeichens ein Kunsthändler, der vor ihrer Ehe mit Hausmann Magdas Freund und Liebhaber war. Der Verflossene will unbedingt, dass Magda wieder seine Geliebte wird, und setzt sie mit kompromittierenden Briefen unter Druck. Alice will helfen und erinnert sich an den vorgeblichen Meisterdieb Stephan.
Beide kommen erneut in Kontakt, und der junge Mann, der sich in Alice verliebt habt, verspricht zu helfen. Alice gelingt es, Lerring in sich verliebt zu machen und nimmt eine Einladung zu einem Dinner in dessen Wohnung an. Während man diniert, versucht Degerer Lerrings Schreibtisch aufzubrechen, um die besagten Briefe an sich zu nehmen. Lerring wird derweil zudringlich, sodass Alice ihren „Dieb“ zu Hilfe ruft. Der befreit sie aus den Händen des Wüstlings und steckt ihr die entwendeten Briefe zu. Alice entkommt, aber Stephan wird verhaftet, wie Alice am nächsten Morgen erfährt. Doch Degerer befindet sich längst wieder daheim in seiner Wohnung, und Alice erfährt, dass es sich bei ihrem „Schutzengel“ um einen Schriftsteller handelt, der, auf Kriminalgeschichten spezialisiert, stets erst einmal eigene Abenteuer erleben möchte, ehe er diese zu Papier bringt. Und so wird Alice die Titelheldin seines nächsten Romans und vielleicht auch mehr…

## Produktionsnotizen
Der Dieb im Schlafcoupé wurde am 11. Juli 1929 in drei Wiener Premierenkinos uraufgeführt. Die Länge des mit Jugendverbot belegten Siebenakters betrug etwa 2400 Meter.
Die Filmbauten gestaltete Hans Ledersteger.

## Kritiken
Die Österreichische Film-Zeitung befand, bei diesem Film handele es sich um „eine äußerst wirksam gelungene Verquickung von Lustspiel, Abenteurer- und Kriminalschauspiel, mit einer Fülle teils amüsanter, teils spannender Begebenheiten. [...] Die mit sehr netten Einfällen durchsetzte Handlung rollt in flottem Tempo ab und die Regie Richard Löwenbeins war mit bestem Erfolg bemüht, alle Wirkungsmöglichkeiten des Sujets bildmäßig herauszuarbeiten und den Verlauf des Geschehens überaus abwechslungsreich zu gestalten.“.
In Wiens Die Stunde heißt es: „Die weiblichen Hautrollen spielen Ossi Oswalda und Vivian Gibson sehr eindrucksvoll, während Igo Sym als Diebesheld gewiss alle Sympathien des weiblichen Publikums finden wird [...] Der Film ist amüsant und zweifellos einer der besten Publikumsfilme.“.
Abschließend eine wütend formulierte Warnung des kommunistischen Parteiblatts Die Rote Fahne: „Nur der österreichische Schundfilm gibt nicht nach. Seit Wochen wird bereits die lauteste Reklame für den Film der Bachrich-Produktion „Der Dieb im Schlafcoupé“ gemacht. Dieser „beste“ österreichische Film [...] ist ein niederträchtig dummes und in jeder Beziehung unbegabtes Machwerk. Ja nicht ansehen – mehr kann man darüber nicht sagen.“.